# Schloss Oberurff

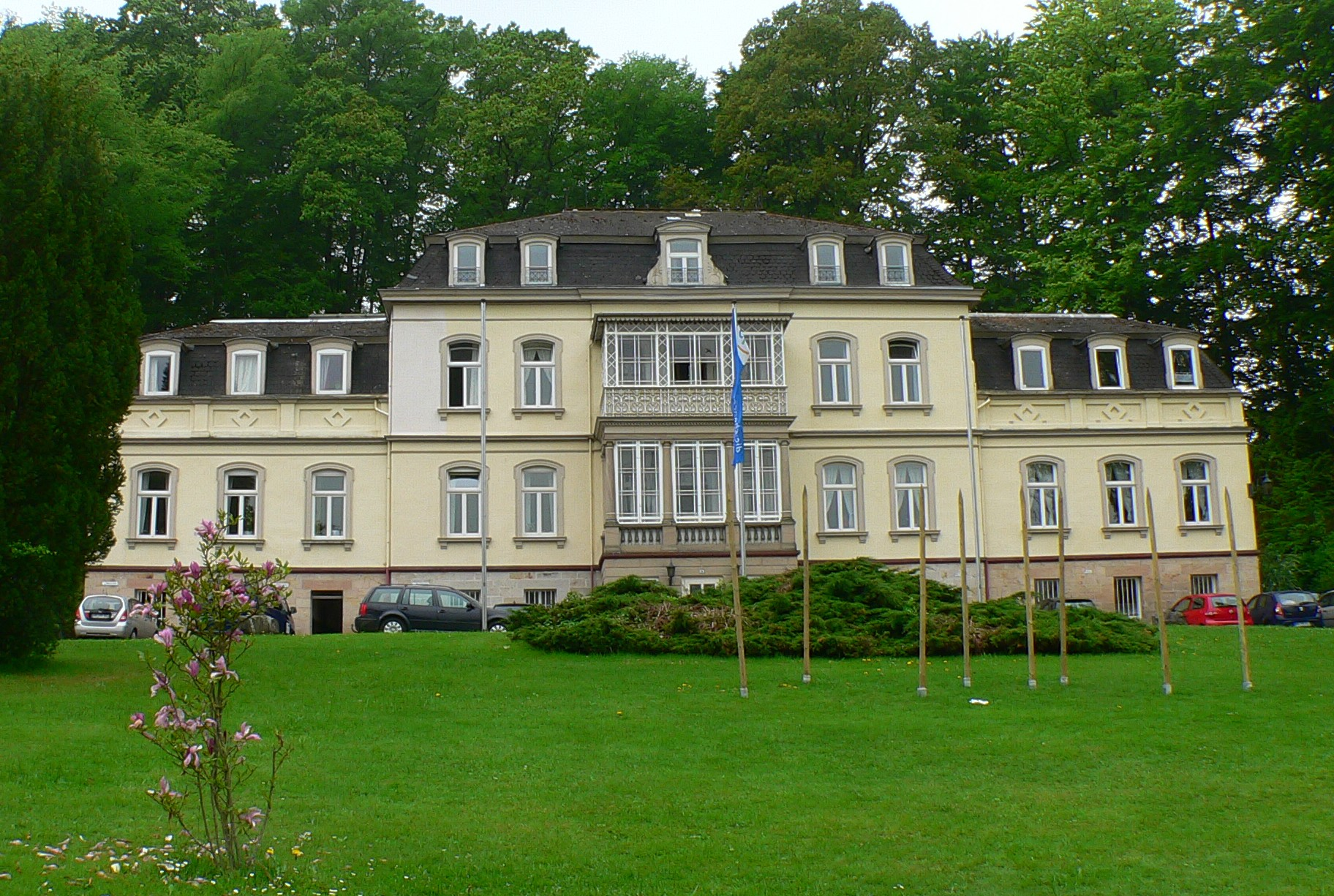
Das Schloss in Oberurff

Das Schloss Oberurff (auch Hanauisches Schloss) steht im Ortsteil Oberurff der Gemeinde Bad Zwesten im Schwalm-Eder-Kreis in Nordhessen.
Das Schloss wurde 1877 erbaut. Bauherr und Besitzer war Prinz Philipp von Hanau-Hořovice (* 29. Dezember 1844 in Kassel; † 28. August 1914 im Schloss Oberurff), der jüngste von sechs Söhnen aus der morganatischen Ehe des Kurfürsten Friedrich Wilhelm I. von Hessen-Kassel mit Gertrude Lehmann. Philipp, der mit seinen Eltern ab 1867 im böhmisch-österreichischen Exil in Prag und auf dem Schloss Hořowitz lebte, wurde Rittmeister in österreichischen Diensten. Er kehrte nach dem Tod seines Vaters (1875) und dem Verzicht von dessen Agnaten auf die Thronfolgeansprüche zugunsten Preußens nach Hessen zurück und erwarb das Herrenhaus derer von Wintzingerode in Oberurff, heute Ortsteil von Bad Zwesten im Schwalm-Eder-Kreis in Nordhessen, als seinen Wohnsitz.
Das Gut war ursprünglich Besitz der Herren von Breidenbach gen. Löwenstein. Dann kaufte es Carl Reinhard Goddaeus, der es seiner Schwester Maria Amalia (1710–1784) vermachte, der Frau des hessischen Geheimen Rats und Vizekanzlers Christian Heinrich von Motz (1687–1751). Deren Sohn Justin (1733–1813), kurhessischer Wirklicher Geheimer Rat und Präsident des Oberappellationsgerichts in Kassel, wurde 1780 in den Reichsadel erhoben. Mit dem Aussterben der Familie von Motz in Oberurff kam das Gut als Heiratsgut an die Familie von Wintzingerode. Philipp von Wintzingerode, preußischer Landesdirektor im Regierungsbezirk Kassel und vormaliger Hessen-Kasseler Verwaltungsbeamter, starb 1871, und seine Witwe, eine geborene von Berlepsch, verkaufte das Anwesen an Philipp von Hanau. Auf dem Gelände ließ dieser sich 1877 das Schloss Oberurff erbauen, einen Herrensitz im Stil des Neubarocks, nebst einem weitläufigen Landschaftspark. Dann brachte er die Bibliothek und die Kabinettsakten seines Vaters nach Oberurff.
Zuletzt gehörte das Anwesen dem Grafen Edwin von Rothkirch und Trach (1888–1980), der 1922 Albertine Gräfin von Schaumburg (1902–1935), eine Enkelin des Prinzen Philipp von Hanau-Hořovice und Erbin des Schlosses, geheiratet hatte. Er verkaufte es 1952 an das Christliche Jugenddorfwerk Deutschlands, und am 31. März 1953 wurde im Schloss die CJD Jugenddorf-Christophorusschule Oberurff, eröffnet.